# Beryks krępy
Beryks krępy (Beryx decadactylus) – gatunek ryby beryksokształtnej z rodziny beryksowatych (Berycidae).

## Występowanie
Ryba żyjąca we wszystkich morzach strefy umiarkowanej i subtropikalnej; głębokowodna, żyjąca w strefie otwartego morza na głębokości od 200 do 500 m.

## Cechy morfologiczne
Osiąga maksymalnie do 50 cm długości. Ciało bardzo wysokie, podłużnie owalne. Pod skórą głowy występują śluzowate kanały. Oczy duże, otwór gębowy bardzo szeroki, skierowany skośnie do góry. Uzębienie w postaci małych, ostrych zębów. Pokrywa skrzelowa z krótkimi kolcami. Płetwa grzbietowa krótka podparta 3 twardymi i 12–14 miękkimi promieniami. Płetwa odbytowa dłuższa podparta 3–4 twardymi i 23–28 miękkimi promieniami. Płetwa brzuszna z mocnym kolcem. Płetwa ogonowa głęboko wcięta.
Ubarwienie grzbietu ciemnoczerwone, boki jaśniejsze z żółtawym połyskiem, brzuch różowawy.

## Odżywianie
Biologia tego gatunku pozostaje słabo poznana, nie jest też znany pokarm tych ryb.

## Rozród
Brak danych o tarle oraz rozwoju ryb tego gatunku.

## Znaczenie gospodarcze
Mięso beryksów jest uważane za bardzo smaczne, jednak w połowach ryby te trafiają się rzadko.